# Adolph Bolm
Adolph Rudolfovitch Bolm (en russe Адольф Рудольфович Больм) est un danseur, chorégraphe et pédagogue russe naturalisé américain. Il est né le 25 septembre 1884 à Saint-Pétersbourg et mort le 15 avril 1951 à Hollywood.

## Biographie
Grâce à Platon Karsavine un ami de son père, il étudie la danse à l'école de Saint-Pétersbourg dès l'âge de 10 ans, danse au Théâtre Mariinsky de 1903 à 1908, puis se produit en tournée à Londres avec Anna Pavlova avant de rejoindre les Ballets russes de Serge de Diaghilev en 1909.
Interprète remarquable, surpassé alors seulement par Vaslav Nijinski, il est réputé pour ses emplois de caractère et de mime. Brillant danseur dans les œuvres de Michel Fokine (dont Les Danses polovtsiennes), il commence à chorégraphier en 1912 pour quelques opéras.
Lors d'une tournée des Ballets russe en Amérique en 1917, Bolm décide de s'installer à New York, puis à Chicago deux ans plus tard. Maître de ballet du Chicago Civic Opera (en) puis du Chicago Allied Arts, il crée de nombreux divertissements et ballets en un acte durant les années 1920. En 1917, il a donné des instructions à la ballerine américaine Ruth Page. Des années plus tard (1922) il a dansé avec elle dans Danse Macabre - le premier film de danse avec son synchronisé,.
Devenu maître de ballet du San Francisco Opera en 1933, il fonde le San Francisco Ballet et le San Francisco Ballet School la même année. Régisseur du ballet de à partir de 1942, il signe sa dernière chorégraphie en 1947.
Grâce à sa passion pour tous les arts et à son intérêt pour les artistes locaux auxquels il s'associe, Bolm parvient à populariser la danse et il fait découvrir à toute une génération d'Américains le ballet, dont le répertoire de Fokine et des Ballets russes.
Il a également réalisé plusieurs chorégraphies pour des films de danse.

## Principaux ballets
- 1916 : Sadko, pour les Ballets russes (Saint-Sébastien)
- 1918 : Le Coq d'or (New York)
- 1919 : The Birthday of the Infanta (Chicago)
- 1922 : Krazy Cat, pantomime-jazz (New York)
- 1924 : Elopement (Chicago)
- 1925 : Christmas Carol (Chicago)
- 1925 : Little Circus (Chicago)
- 1926 : Pierrot lunaire (Chicago)
- 1928 : Apollon musagète (Washington)
- 1932 : Ballet mécanique (Hollywood)
- 1940 : Pierre et le loup (New York)
- 1940 : L'Oiseau de feu (Hollywood, puis New York 1945)
- 1947 : Mephisto (San Francisco)

## Filmographie
- 1922 : Danse macabre de Dudley Murphy
- 1931 : Le Génie fou (The Mad Genius) de Michael Curtiz
- 1934 : Les Amours de Cellini (The Affairs of Cellini) de Gregory La Cava
- 1941 : La Rose blanche (The Men in Her Life) de Gregory Ratoff